# 드루바데비
드루바데비(산스크리트어: ध्रुवदेवी)는 오늘날의 북인도 지역을 통치했던 굽타 황제 찬드라굽타 2세 (서기 380년 ~ 서기 415년)의 황후다. 그녀는 남편의 후계자인 쿠마라굽타 1세의 어머니였으며, 아마도 찬드라굽타의 황후이자 점토 인장 비문에 고빈다굽타 황자의 어머니로 언급된 드루바-스바미니와 동일 인물일 가능성이 높다.
현재 부분적으로 소실된 산스크리트어 연극 데비 찬드라굽탐에 따르면, 드루바데비는 원래 찬드라굽타의 형 라마굽타의 황후였다. 라마굽타는 사카족에게 포위된 후 그녀를 적인 사카에게 넘겨주고 항복하기로 결정했다. 이에 찬드라굽타는 황후로 변장하여 적진에 들어갔고, 적을 죽였다. 다른 문학적이고 경문학적인 증거들에 기초한 연극의 재구성은 찬드라굽타가 후에 라마굽타를 죽이고 드루바데비와 결혼했음을 시사한다. 이 이야기의 역사성은 오늘날 역사가들 사이에서 논쟁 중이고, 일부 학자들은 그것을 허구의 작품이라고 일축한다.

## 굽타 기록
"드루바"라는 단어는 문자 그대로 불변 또는 상수를 의미하며, 북극성에 대한 산스크리트어 이름이다. 굽타 기록에 따르면, 드루바데비는 찬드라굽타의 후계자 쿠마라굽타 1세의 어머니였다. 고빈다굽타의 바사르 점토 인장에는 드루바스바미니가 찬드라굽타의 황후이며 고빈다굽타의 어머니라고 언급되어 있다. 찬드라굽타에게 비슷한 이름을 가진 두 명의 황후가 있었을 가능성을 높지 않다. 따라서 드루바스바미니는 드루바데비의 다른 이름이었을 것이고 고빈다굽타는 쿠마라굽타의 친형제였을 것으로 보인다.

## 데비-찬드라굽탐
현재는 일부 단편의 형태로만 제공되는 산스크리트어 연극 데비 찬드라굽탐에 따르면, 드루바데비는 원래 찬드라굽타의 형 라마굽타의 황후였다. 한때 라마굽타는 평화협정의 일환으로 드루바데비를 요구한 사카 적에게 포위되었다. 라마굽타는 드루바데비를 적에게 보내는 데 동의했지만 이에 반발한 찬드라굽타는 황후로 위장한 채 적진으로 가서 적을 죽였다. 남은 이야기는 남아있는 조각들로부터 명확하지 않지만, 이후의 문학적이고 경문학적인 언급들에 근거하여, 라마굽타는 그의 아내를 적에게 항복하기로 결정한 결과로 민심이 악화된 반면, 찬드라굽타는 그 신민들에 의해 영웅으로 간주되었다. 라마굽타는 그의 형을 질투했고, 그를 박해하려고 노력했다. 찬드라굽타는 형의 적개심에서 벗어나기 위해 광기를 가장했지만, 결국 그를 죽이고, 새로운 황제가 되었고, 드루바데비와 결혼했다.
데비 찬드라굽탐 줄거리의 역사성은 몇몇 현대 역사학자들에 의해 의심 받아왔다. 예를 들어, 역사학자 D. C. 시르카르에 따르면, 극 중 유일한 역사적 사실은 드루바데비가 찬드라굽타의 황후였다는 것과 사카족이 인도 서부에서 권력을 쥐고 있었다는 것이다: 그 외의 모든 것은 작가 자신의 상상력 또는 "그의 상상력에 의해 일부가 꾸며진 현재의 인기 있는 전설"이다.
이후의 몇몇 문헌과 비문은 극에서 묘사된 사건들을 암시하지만, 이러한 출처들은 극 자체에 근거를 두고 있을 수 있으므로, 극의 역사성을 확증하는 증거로 단정적으로 간주될 수는 없다. 찬드라굽타와 드루바데비는 역사적 인물로 알려져 있으며, 라마굽타의 존재 또한 그에게 귀속된 몇몇 비문과 동전들이 발견됨으로써 증명되었다고 여겨진다. 그러나 이것이 데비찬드라굽탐에서 묘사된 사건들의 역사성을 반드시 확인시켜주는 것은 아니다.

## 서지
- Ashvini Agrawal (1989). 《Rise and Fall of the Imperial Guptas》. Motilal Banarsidass. ISBN 978-81-208-0592-7.
- D. C. Sircar (1969). 《Ancient Malwa And The Vikramaditya Tradition》. Munshiram Manoharlal. ISBN 978-8121503488.
- R. C. Majumdar (1981). 《A Comprehensive History of India》. 3, Part I: A.D. 300-985. Indian History Congress / People's Publishing House. OCLC 34008529.
- Romila Thapar (2013). 《The Past Before Us》. Harvard University Press. ISBN 978-0-674-72651-2.
- Tej Ram Sharma (1989). 《A Political History of the Imperial Guptas: From Gupta to Skandagupta》. Concept. ISBN 978-81-7022-251-4.
- Tej Ram Sharma (1978). 《Personal and Geographical Names in the Gupta Inscriptions》. Concept. OCLC 5413655.